# Vuelta CV Feminas 2021
La 3e édition du Tour de la Communauté valencienne féminin a lieu le 18 avril 2021. Initialement prévue le 7 février 2021, l'épreuve est reportée en raison de la pandémie de Covid-19. La course se déroule sur 92 km entre Paterna et Valence, sur le même parcours que la 5e étape du Tour de la Communauté valencienne 2021. Elle fait partie du calendrier international féminin UCI 2021 en catégorie 1.1. Elle est remportée par l'Italienne Chiara Consonni.

## Équipes
| UCI Women's WorldTeam- Movistar Team Équipes féminines continentales (10)- Bizkaia-Durango - Eneicat-RBH Global-Martin Villa - Farto-BTC - Laboral Kutxa-Fundacion Euskadi - Massi Tactic - Río Miera-Cantabria Deporte - Sopela - Stade Rochelais Charente-Maritime Women Cycling - Valcar-Travel & Service - Vib Sports Équipe féminine amateur- Costa Brava Mediterranean Foods-Top Conserge Équipe régionale et de club- Centre mondial du Cyclisme |
| |

## Récit de la course
Une échappée de trois se forme. Il s'agit de : Laura Molenaar, Małgorzata Jasińska et Lija Laizāne. Leur avance ne dépasse pas la minute. Elles sont reprises peu avant l'arrivée. Au sprint, Chiara Consonni s'impose devant Barbara Guarischi et Elodie Le Bail.

## Classements

### Classement final
| \| Classement général \| Classement général \| Classement général \| Classement général \| Classement général \| \| Coureuse \| Coureuse \| Pays \| Équipe \| Temps \| \| ------------------ \| ------------------ \| ------------------ \| --------------------------------- \| ------------------ \| \| 1re \| Chiara Consonni \| Italie \| Valcar-Travel & Service \| 2 h 14 min 04 s \| \| 2e \| Barbara Guarischi \| Italie \| Movistar Team \| + 0 s \| \| 3e \| Élodie Le Bail \| France \| Stade Rochelais Charente-Maritime \| + 0 s \| \| 4e \| Alessia Bulleri \| Italie \| Eneicat-RBH \| + 0 s \| \| 5e \| Martina Alzini \| Italie \| Valcar-Travel & Service \| + 0 s \| \| 6e \| Sandra Alonso \| Espagne \| Bizkaia-Durango \| + 0 s \| \| 7e \| Agnieta Francke \| Pays-Bas \| Farto-BTC \| + 0 s \| \| 8e \| Eva Anguela \| Espagne \| Río Miera-Cantabria Deporte \| + 0 s \| \| 9e \| Silvia Persico \| Italie \| Valcar-Travel & Service \| + 0 s \| \| 10e \| Eukene Larrarte \| Espagne \| Laboral Kutxa-Fundación Euskadi \| + 0 s \| |                   |          |                                   |                 |
| |                   |          |                                   |                 |
| Sources : ProCyclingStats Cycling Quotient |                   |          |                                   |                 |
| Classement général |                   |          |                                   |                 |
| Coureuse | Coureuse          | Pays     | Équipe                            | Temps           |
| 1re | Chiara Consonni   | Italie   | Valcar-Travel & Service           | 2 h 14 min 04 s |
| 2e | Barbara Guarischi | Italie   | Movistar Team                     | + 0 s           |
| 3e | Élodie Le Bail    | France   | Stade Rochelais Charente-Maritime | + 0 s           |
| 4e | Alessia Bulleri   | Italie   | Eneicat-RBH                       | + 0 s           |
| 5e | Martina Alzini    | Italie   | Valcar-Travel & Service           | + 0 s           |
| 6e | Sandra Alonso     | Espagne  | Bizkaia-Durango                   | + 0 s           |
| 7e | Agnieta Francke   | Pays-Bas | Farto-BTC                         | + 0 s           |
| 8e | Eva Anguela       | Espagne  | Río Miera-Cantabria Deporte       | + 0 s           |
| 9e | Silvia Persico    | Italie   | Valcar-Travel & Service           | + 0 s           |
| 10e | Eukene Larrarte   | Espagne  | Laboral Kutxa-Fundación Euskadi   | + 0 s           |

### Points UCI
| Position           | 1er | 2e | 3e | 4e | 5e | 6e | 7e | 8e | 9e | 10e | 11e | 12e | 13e à 15e | 16e à 25e |
| Classement général | 125 | 85 | 70 | 60 | 50 | 40 | 35 | 30 | 25 | 20  | 15  | 10  | 5         | 3         |

## Liste des participants
| Légende | Légende                                                                    | Légende | Légende                                                    |
| ------- | -------------------------------------------------------------------------- | ------- | ---------------------------------------------------------- |
| Num     | Dossard de départ porté par le coureur sur cette Vuelta CV Feminas         | Pos     | Position à l'arrivée de la course                          |
|         | Indique un maillot de champion national ou mondial, suivi de sa spécialité | NP      | Indique un coureur qui n'a pas pris le départ de la course |
| AB      | Indique un coureur qui n'a pas terminé la course                           | HD      | Indique un coureur qui a terminé la course hors des délais |

| Movistar Team MOV | Movistar Team MOV       | Movistar Team MOV |
| ----------------- | ----------------------- | ----------------- |
| Num               | Coureuse                | Pos               |
| 1                 | Barbara Guarischi (ITA) | 2e                |
| 2                 | Sheyla Gutiérrez (ESP)  | 21e               |
| 3                 | Gloria Rodríguez (ESP)  | 42e               |
| 4                 | Lourdes Oyarbide (ESP)  | 54e               |
| 5                 | Alba Teruel (ESP)       | 34e               |

| Valcar-Travel & Service VAL | Valcar-Travel & Service VAL | Valcar-Travel & Service VAL |
| --------------------------- | --------------------------- | --------------------------- |
| Num                         | Coureuse                    | Pos                         |
| 11                          | Ilaria Sanguineti (ITA)     | 14e                         |
| 12                          | Silvia Persico (ITA)        | 9e                          |
| 13                          | Matilde Bertolini (ITA)     | 52e                         |
| 14                          | Martina Alzini (ITA)        | 5e                          |
| 15                          | Margaux Vigié (FRA)         | 33e                         |
| 16                          | Chiara Consonni (ITA)       | 1re                         |

| Bizkaia-Durango BDP | Bizkaia-Durango BDP          | Bizkaia-Durango BDP |
| ------------------- | ---------------------------- | ------------------- |
| Num                 | Coureuse                     | Pos                 |
| 21                  | Sandra Alonso (ESP)          | 6e                  |
| 22                  | Ariana Gilabert (ESP)        | 44e                 |
| 23                  | Lucía González (ESP)         | 53e                 |
| 24                  | Mercedes Carmona Ramos (ESP) | 51e                 |
| 25                  | Emilie Fortin (CAN)          | 32e                 |
| 26                  | Lydia Iglesias (ESP)         | 47e                 |

| Centre mondial du cyclisme WCC | Centre mondial du cyclisme WCC | Centre mondial du cyclisme WCC |
| ------------------------------ | ------------------------------ | ------------------------------ |
| Num                            | Coureuse                       | Pos                            |
| 31                             | Małgorzata Jasińska (POL)      | 49e                            |
| 32                             | Tereza Neumanová (CZE)         | 16e                            |
| 33                             | Luciana Roland (ARG)           | 45e                            |
| 34                             | Nofar Maoz (ISR)               | 22e                            |
| 35                             | Sara Cueto (ESP)               | 50e                            |
| 36                             | Nicole Hanselmann (SUI)        | 27e                            |

| Eneicat-RBH EIC | Eneicat-RBH EIC        | Eneicat-RBH EIC |
| --------------- | ---------------------- | --------------- |
| Num             | Coureuse               | Pos             |
| 41              | Ziortza Isasi (ESP)    | 36e             |
| 42              | Lija Laizāne (LAT)     | 31e             |
| 43              | Varvara Fasoi (GRE)    | 58e             |
| 44              | Nicole D'agostin (ITA) | 40e             |
| 45              | Julia Biryukova (UKR)  | 35e             |
| 46              | Alessia Bulleri (ITA)  | 4e              |

| Laboral Kutxa-Fundación Euskadi LKF | Laboral Kutxa-Fundación Euskadi LKF | Laboral Kutxa-Fundación Euskadi LKF |
| ----------------------------------- | ----------------------------------- | ----------------------------------- |
| Num                                 | Coureuse                            | Pos                                 |
| 51                                  | Paula Suarez (ESP)                  | 55e                                 |
| 52                                  | Garazi Estevez (ESP)                | 65e                                 |
| 53                                  | Eukene Larrarte (ESP)               | 10e                                 |
| 55                                  | Idoia Eraso (ESP)                   | 30e                                 |
| 56                                  | Ainhize Barrainkua (ESP)            | 61e                                 |

| Massi Tactic MAT | Massi Tactic MAT              | Massi Tactic MAT |
| ---------------- | ----------------------------- | ---------------- |
| Num              | Coureuse                      | Pos              |
| 61               | Martina Moreno Monteys (ESP)  | 48e              |
| 62               | Mireia Benito (ESP)           | 26e              |
| 63               | Gabrielle Pilote Fortin (CAN) | 24e              |
| 64               | Olivia Baril (CAN)            | 12e              |
| 65               | Patricia Ortega Ruiz (ESP)    | 18e              |
| 66               | Belén López (ESP)             | 13e              |

| Espagne ESP | Espagne ESP               | Espagne ESP |
| ----------- | ------------------------- | ----------- |
| Num         | Coureuse                  | Pos         |
| 71          | Susana Perez              | 19e         |
| 72          | Carolina Esteban          | 28e         |
| 73          | Eva Anguela               | 8e          |
| 74          | Isabel Martin             | 23e         |
| 75          | Nerea Nuno Iglesias       | 37e         |
| 76          | Elisabet Escursell Valero | 29e         |

| Sopela Women's Team SWT | Sopela Women's Team SWT        | Sopela Women's Team SWT |
| ----------------------- | ------------------------------ | ----------------------- |
| Num                     | Coureuse                       | Pos                     |
| 81                      | Molly Patch (GBR)              | 62e                     |
| 83                      | Adriana San Roman (ESP)        | 57e                     |
| 84                      | Maria Banlles Santamaria (ESP) | 41e                     |

| Farto-BTC FAR | Farto-BTC FAR              | Farto-BTC FAR |
| ------------- | -------------------------- | ------------- |
| Num           | Coureuse                   | Pos           |
| 91            | Sara Bonillo Talens (ESP)  | 17e           |
| 93            | Agnieta Francke (NED)      | 7e            |
| 94            | Melissa Maia (POR) (route) | 46e           |
| 95            | Sandra Moral (ESP)         | 38e           |
| 96            | Teresa Ripoll (ESP)        | 43e           |

| Stade Rochelais Charente-Maritime CMW | Stade Rochelais Charente-Maritime CMW | Stade Rochelais Charente-Maritime CMW |
| ------------------------------------- | ------------------------------------- | ------------------------------------- |
| Num                                   | Coureuse                              | Pos                                   |
| 101                                   | India Grangier (FRA)                  | 11e                                   |
| 102                                   | Noémie Abgrall (FRA)                  | 20e                                   |
| 103                                   | Élodie Le Bail (FRA)                  | 3e                                    |
| 104                                   | Célia Le Mouël (FRA)                  | 15e                                   |

| Vib Sports VIB | Vib Sports VIB           | Vib Sports VIB |
| -------------- | ------------------------ | -------------- |
| Num            | Coureuse                 | Pos            |
| 111            | Marta Romeu (ESP)        | 39e            |
| 112            | Esthefania Hurtado (ESP) | 60e            |
| 113            | Maryoly Sosa (VEN)       | 63e            |
| 116            | Georgia Bullard (GBR)    | 64e            |

| Costa Brava Mediterranean Foods-Top Conserge ___ | Costa Brava Mediterranean Foods-Top Conserge ___ | Costa Brava Mediterranean Foods-Top Conserge ___ |
| ------------------------------------------------ | ------------------------------------------------ | ------------------------------------------------ |
| Num                                              | Coureuse                                         | Pos                                              |
| 121                                              | Victoria Bandera (ESP)                           | 56e                                              |
| 125                                              | Laura Molenaar (NED)                             | 25e                                              |
| 126                                              | Fiona Mangan (IRL)                               | 59e                                              |

| Movistar Team MOV | Movistar Team MOV       | Movistar Team MOV |
| ----------------- | ----------------------- | ----------------- |
| Num               | Coureuse                | Pos               |
| 1                 | Barbara Guarischi (ITA) | 2e                |
| 2                 | Sheyla Gutiérrez (ESP)  | 21e               |
| 3                 | Gloria Rodríguez (ESP)  | 42e               |
| 4                 | Lourdes Oyarbide (ESP)  | 54e               |
| 5                 | Alba Teruel (ESP)       | 34e               |

| Valcar-Travel & Service VAL | Valcar-Travel & Service VAL | Valcar-Travel & Service VAL |
| --------------------------- | --------------------------- | --------------------------- |
| Num                         | Coureuse                    | Pos                         |
| 11                          | Ilaria Sanguineti (ITA)     | 14e                         |
| 12                          | Silvia Persico (ITA)        | 9e                          |
| 13                          | Matilde Bertolini (ITA)     | 52e                         |
| 14                          | Martina Alzini (ITA)        | 5e                          |
| 15                          | Margaux Vigié (FRA)         | 33e                         |
| 16                          | Chiara Consonni (ITA)       | 1re                         |

| Bizkaia-Durango BDP | Bizkaia-Durango BDP          | Bizkaia-Durango BDP |
| ------------------- | ---------------------------- | ------------------- |
| Num                 | Coureuse                     | Pos                 |
| 21                  | Sandra Alonso (ESP)          | 6e                  |
| 22                  | Ariana Gilabert (ESP)        | 44e                 |
| 23                  | Lucía González (ESP)         | 53e                 |
| 24                  | Mercedes Carmona Ramos (ESP) | 51e                 |
| 25                  | Emilie Fortin (CAN)          | 32e                 |
| 26                  | Lydia Iglesias (ESP)         | 47e                 |

| Centre mondial du cyclisme WCC | Centre mondial du cyclisme WCC | Centre mondial du cyclisme WCC |
| ------------------------------ | ------------------------------ | ------------------------------ |
| Num                            | Coureuse                       | Pos                            |
| 31                             | Małgorzata Jasińska (POL)      | 49e                            |
| 32                             | Tereza Neumanová (CZE)         | 16e                            |
| 33                             | Luciana Roland (ARG)           | 45e                            |
| 34                             | Nofar Maoz (ISR)               | 22e                            |
| 35                             | Sara Cueto (ESP)               | 50e                            |
| 36                             | Nicole Hanselmann (SUI)        | 27e                            |

| Eneicat-RBH EIC | Eneicat-RBH EIC        | Eneicat-RBH EIC |
| --------------- | ---------------------- | --------------- |
| Num             | Coureuse               | Pos             |
| 41              | Ziortza Isasi (ESP)    | 36e             |
| 42              | Lija Laizāne (LAT)     | 31e             |
| 43              | Varvara Fasoi (GRE)    | 58e             |
| 44              | Nicole D'agostin (ITA) | 40e             |
| 45              | Julia Biryukova (UKR)  | 35e             |
| 46              | Alessia Bulleri (ITA)  | 4e              |

| Laboral Kutxa-Fundación Euskadi LKF | Laboral Kutxa-Fundación Euskadi LKF | Laboral Kutxa-Fundación Euskadi LKF |
| ----------------------------------- | ----------------------------------- | ----------------------------------- |
| Num                                 | Coureuse                            | Pos                                 |
| 51                                  | Paula Suarez (ESP)                  | 55e                                 |
| 52                                  | Garazi Estevez (ESP)                | 65e                                 |
| 53                                  | Eukene Larrarte (ESP)               | 10e                                 |
| 55                                  | Idoia Eraso (ESP)                   | 30e                                 |
| 56                                  | Ainhize Barrainkua (ESP)            | 61e                                 |

| Massi Tactic MAT | Massi Tactic MAT              | Massi Tactic MAT |
| ---------------- | ----------------------------- | ---------------- |
| Num              | Coureuse                      | Pos              |
| 61               | Martina Moreno Monteys (ESP)  | 48e              |
| 62               | Mireia Benito (ESP)           | 26e              |
| 63               | Gabrielle Pilote Fortin (CAN) | 24e              |
| 64               | Olivia Baril (CAN)            | 12e              |
| 65               | Patricia Ortega Ruiz (ESP)    | 18e              |
| 66               | Belén López (ESP)             | 13e              |

| Espagne ESP | Espagne ESP               | Espagne ESP |
| ----------- | ------------------------- | ----------- |
| Num         | Coureuse                  | Pos         |
| 71          | Susana Perez              | 19e         |
| 72          | Carolina Esteban          | 28e         |
| 73          | Eva Anguela               | 8e          |
| 74          | Isabel Martin             | 23e         |
| 75          | Nerea Nuno Iglesias       | 37e         |
| 76          | Elisabet Escursell Valero | 29e         |

| Sopela Women's Team SWT | Sopela Women's Team SWT        | Sopela Women's Team SWT |
| ----------------------- | ------------------------------ | ----------------------- |
| Num                     | Coureuse                       | Pos                     |
| 81                      | Molly Patch (GBR)              | 62e                     |
| 83                      | Adriana San Roman (ESP)        | 57e                     |
| 84                      | Maria Banlles Santamaria (ESP) | 41e                     |

| Farto-BTC FAR | Farto-BTC FAR              | Farto-BTC FAR |
| ------------- | -------------------------- | ------------- |
| Num           | Coureuse                   | Pos           |
| 91            | Sara Bonillo Talens (ESP)  | 17e           |
| 93            | Agnieta Francke (NED)      | 7e            |
| 94            | Melissa Maia (POR) (route) | 46e           |
| 95            | Sandra Moral (ESP)         | 38e           |
| 96            | Teresa Ripoll (ESP)        | 43e           |

| Stade Rochelais Charente-Maritime CMW | Stade Rochelais Charente-Maritime CMW | Stade Rochelais Charente-Maritime CMW |
| ------------------------------------- | ------------------------------------- | ------------------------------------- |
| Num                                   | Coureuse                              | Pos                                   |
| 101                                   | India Grangier (FRA)                  | 11e                                   |
| 102                                   | Noémie Abgrall (FRA)                  | 20e                                   |
| 103                                   | Élodie Le Bail (FRA)                  | 3e                                    |
| 104                                   | Célia Le Mouël (FRA)                  | 15e                                   |

| Vib Sports VIB | Vib Sports VIB           | Vib Sports VIB |
| -------------- | ------------------------ | -------------- |
| Num            | Coureuse                 | Pos            |
| 111            | Marta Romeu (ESP)        | 39e            |
| 112            | Esthefania Hurtado (ESP) | 60e            |
| 113            | Maryoly Sosa (VEN)       | 63e            |
| 116            | Georgia Bullard (GBR)    | 64e            |

| Costa Brava Mediterranean Foods-Top Conserge ___ | Costa Brava Mediterranean Foods-Top Conserge ___ | Costa Brava Mediterranean Foods-Top Conserge ___ |
| ------------------------------------------------ | ------------------------------------------------ | ------------------------------------------------ |
| Num                                              | Coureuse                                         | Pos                                              |
| 121                                              | Victoria Bandera (ESP)                           | 56e                                              |
| 125                                              | Laura Molenaar (NED)                             | 25e                                              |
| 126                                              | Fiona Mangan (IRL)                               | 59e                                              |